# Porky's Picnic
Pour plus de détails, voir Fiche technique et Distribution.
Porky's Picnic est un court métrage d'animation de la série américaine Looney Tunes réalisé par Bob Clampett, produit par les Leon Schlesinger Productions et sorti en 1939.